# Prêmio Charles S. Mott
O Prêmio Charles S. Mott (em inglês:  Charles S. Mott Prize) foi um prêmio concedido pela General Motors Cancer Research Foundation, por realizações de destaque em pesquisas sobre as causas e prevenção do câncer. Foi concedido de 1979 a 2005, dotado com US$ 250.000. Por dificuldades econômicas da organização General Motors, o prêmio foi encerrado - assim como aconteceu com o Prêmio Kettering e o Prêmio Alfred P. Sloan Jr..

## Recipientes
- 1979 Richard Doll
- 1980 Elizabeth Cavert Miller e James A. Miller
- 1981 Takashi Sugimura
- 1982 Denis Parsons Burkitt
- 1983 Bruce Ames
- 1984 Robert Gallo
- 1985 J. Christopher Wagner
- 1986 Harald zur Hausen
- 1987 Robert Palmer Beasley, Jesse Summers
- 1988 Alfred George Knudson
- 1989 Peter Carey Nowell, Janet Rowley
- 1990 Webster K. Cavenee, Raymond Leslie White
- 1991 Peter Klaus Vogt
- 1992 Brian MacMahon
- 1993 Carlo Maria Croce
- 1994 Anthony Rex Hunter
- 1995 Frederick P. Li, Joseph F. Fraumeni
- 1996 Paul Modrich, Richard D. Kolodner
- 1997 Judah Folkman
- 1998 Suzanne Cory, Stanley Joel Korsmeyer
- 1999 Arnold Jay Levine[1]
- 2000 Bert Vogelstein[2]
- 2001 Frank E. Speizer, Walter Willett[3]
- 2002 Richard Peto[4]
- 2003 Yuan Chang, Patrick S. Moore
- 2004 Charles J. Sherr
- 2005 Gerald N. Wogan[5]